# Düdingen
Düdingen (en francés Guin) es una comuna suiza del cantón de Friburgo, situada en el distrito de Sense. Limita al norte con la comuna de Barberêche, Gurmels y Kleinbösingen, al este con Bösingen y Schmitten, al sur con Tafers, y al oeste con Granges-Paccot, Friburgo y La Sonnaz.
La comuna está compuesta por las localidades de: Balliswil, Bäriswil bei Tafers, Bundtels, Chastels, Galmis bei Düdingen, Garmiswil, Heitiwil, Jetschwil, Luggiwil, Mariahilf, Ottisberg, Räsch, Sankt Wolfgang, Schiffenen, Uebewil y Wittenbach.